# وزیدگی‌های زادسپرم
وزیدگی‌های زادسپرم (یا گزیده‌های زادسپرم)، که به عنوان گلچین یا منتخب زادسپرم نیز شناخته می‌شود، اثری به زبان پهلوی از ادبیات زرتشتی است که توسط زادسپرم، دانشمند و موبد ایرانی سده نهم میلادی، که عمدتاً در حدود سال ۸۸۰ میلادی فعالیت می‌کرد، نوشته شده است. آثار او تقریباً همزمان با دینکرد و بندهشن نوشته شده و موضوعات مشابهی را مورد بحث قرار می‌دهد، اما مستقل از آن‌ها است.
موضوعات اصلی کتاب شامل شرح کیهان‌شناسی زرتشتی، زندگی زرتشت و سپس پایان‌شناسی است. این اثر همچنین به مسائل پزشکی، ستاره‌شناسی و جانورشناسی می‌پردازد. برخی از بخش‌های این اثر از زند، که تفسیری قدیمی‌تر از است گرفته شده است.
زادسپرم پسر گٌشن‌جَم نگارش کرده که در سده سوم هجری (سده نهم و دهم میلادی) می‌زیسته است. زادسپَرَم از خاندانی روحانی بوده و پدرش گٌشن‌جَم شاپوران (پسر شاپور) با لقب پیشوای بهدینان یاد شده است. گزیده‌های زادسپَرَم دارای چهار بخش عمده است:
بخش نخست کتاب، که سه فصل را دربرمی‌گیرد، دربارهٔ آفرینش آغازین است. فصل نخست با توصیفی از اورمزد که مبدأ خیر است، و اهریمن که مبدأ شر است، آغاز شده و آن‌گاه از آفرینش موجودات به صورت مینویی و سپس از آفرینش موجودات به صورت گیتی سخن رفته است. فصل دوم حملهٔ اهریمن به پیش‌نمونه‌های موجودات هفت‌گانه یعنی آسمان، آب، زمین، گیاه، گاو یکتاآفریده، گیومرث، و آلوده شدن هرکدام شرح داده شده است. فصل سوم ستیز ایزدان گوناگون و حامیان آفریدگان فوق با اهریمن و به‌دنبال آن آفرینش موجودات اورمزدی از پیش‌نمونه‌های ذکرشده و تکثیر آنها در جهان سخن رفته است.
موضوع اصلی بخش دوم، تاریخ دین است. دربارهٔ زندگی زرتشت است که به نظر زرتشتیان در میانهٔ تاریخ جهان ظهور کرده است.
بخش سوم، شامل دو فصل دربارهٔ ترکیب آدمی از تن و جان و روان و چگونگی وظایف اندام‌های داخلی بدن است.
بخش چهارم، دربارهٔ حوادث پایان جهان و رستاخیز است که به‌علت افتادگی نسخه‌ها ناقص مانده است.

## جانورشناسی
فصل سوم گلچین‌ها بر شمارش انواع مختلف گونه‌های زنده متمرکز است. این بخش احتمالاً مبتنی بر نسک گمشده دامداد (تقسیم آفرینش) از اوستا است. زادسپرم همچنین به کتاب جانورشناسی خود اشاره می‌کند که اکنون گم شده است.
هوم، گیاه مقدس زرتشتی، نیز در متن وجود دارد.

## ستاره شناسی
فصل سی‌ام به بخشی از آنچه نظریه خُردجهان و کَلان‌جهان نامیده می‌شود، یعنی ایده شباهت ساختاری بین انسان (خُردجهان) و کیهان (کلان‌جهان) می‌پردازد. زاد ۳۰٫۵–۱۲ بیان می‌کند که بدن انسان هفت لایه درونی به بیرونی دارد و هر یک از این لایه‌ها توسط یک یا دو جرم آسمانی از هفت جرم آسمانی کل (خورشید، ماه و پنج سیاره شناخته شده در آن زمان به غیر از زمین) اداره می‌شود. برای مغز استخوان، این گره نزولی ماه و ماه است. سیاره تیر بر ماه حکومت می‌کند، سیاره ناهید بر گوشت، خورشید بر اعصاب، سیاره بهرام بر رگ‌ها، سیاره هُرمُز بر پوست و سیاره کیوان بر موها. این نوع توصیف منعکس‌کننده چیزی است که به عنوان ملوتزیا یا نجوم پزشکی شناخته می‌شود، شاخه‌ای از نجوم که به دنبال توضیح تأثیرات هفت علامت زودیاک بر قسمت‌های مختلف بدن انسان است و ریشه‌های آن در اشکال اولیه نجوم یونانی است. هفت قسمت بدن انسان در اینجا در نمونه‌های دیگر ادبیات پهلوی مانند بندهشن نیز ذکر شده است.

## ساختار
این متن شامل ۳۵ فصل است. به گفته تاوادیا، این کتاب شامل یک تقسیم سه‌گانه است که مرحله کیهان‌شناسی/آفرینش، مرحله‌ای که زندگی زرتشت را پوشش می‌دهد و در نهایت پایان‌شناسی را در بر می‌گیرد. ژیگنو-تفزلی یک تقسیم چهارگانه را برای این اثر پیشنهاد می‌کنند:
- فصل‌های ۱–۳: کیهان‌زایی مزدیسنا و مراحل آفرینش.
- فصل‌های ۴–۲۶: رویدادهای افسانه‌ای زندگی زرتشت.
- فصل‌های ۲۷–۲۸: پنج شخصیت موبدان، ده اندرز برای مردان پرهیزگار و تقسیم سه‌گانه دین.
- فصل‌های ۲۹–۳۰: بخش سوم جداگانه. ترکیب یک انسان طبق یک طرح چهارگانه.
- فصل‌های ۳۴–۳۵: پایان‌شناسی عمومی و رویدادهای آخرالزمان.

## ویرایش‌ها
- آنکلزاریا، ب.ت. ویچیتاکیها-ی زاتسپرم با متن و مقدمه. قسمت اول. بمبئی. ۱۹۶۴.
- راشد-محصل، م.ت. گزیده‌ها-ی زادسپرم [گزیده‌های زادسپرم]. تهران. ۱۳۶۶.
- ژیگنو و تفضلی، گلچین زادسپرم، استودیا ایرانیکا، جزوه ۱۳، پاریس، ۱۹۹۳.
- سون، پ. ۱۹۹۶. پزشکی زادسپرم. آناتومی، فیزیولوژی و روان‌شناسی در ویزی‌دگی‌ها-ی زادسپرم، گلچینی زرتشتی فارسی میانه از ایران اوایل دوره اسلامی قرن نهم. ویسبادن (ایرانیکا ۳).

ویرایش قبلی توسط م.ب. داور در سال ۱۹۰۸ منتشر شد، اما تمام نسخه‌های شناخته شده در آتش‌سوزی سال ۱۹۴۵ از بین رفت. ویرایش آنکلزاریا بر اساس نسخه‌های خطی K35 (قرن شانزدهم)، BK و TD بود. این نسخه‌های خطی همگی ناقص هستند. ویرایش جدیدتر ژیگنو و تفضلی بر اساس K35 و ویرایش قبلی آنکلزاریا است.
علاوه بر این، واژه‌نامه‌ای از متن منتشر شده است:
- بهار، م. واژه‌نامه گزیده‌ها-ی زادسپرم [واژه‌نامه گزیده‌های زادسپرم]. تهران. ۱۳۵۱.

## ترجمه‌ها
بخش‌های متعددی از گلچین‌ها در جلدهای مختلف مجموعه ۵۰ جلدی کتاب‌های مقدس شرق و همچنین جلدهای دیگر ترجمه شده است:
- فصل‌های ۱–۳ در جلد ۵ کتاب‌های مقدس شرق[۵]
- فصل‌های ۴–۲۷ در جلد ۴۷ کتاب‌های مقدس شرق[۶]
- فصل ۲۸ در جلد ۳۷ کتاب‌های مقدس شرق[۷]
- فصل‌های ۱ و ۲۴ توسط زانر[۸]
- فصل‌های ۲۹ و ۳۰ توسط بیلی.[۹]

### کتابی
- تفضلی، احمد، و به کوشش آموزگار، ژاله. تاریخ ادبیات ایران پیش از اسلام. تهران: انتشارات سخن، ۱۳۷۶ شابک ‎۹۶۴-۵۹۸۳-۱۴-۲
- Bailey, H.W. (1943). Zoroastrian Problems in the Ninth Century Books. Oxford University Press.
- Gignoux, Philippe (2005). "ZĀDSPRAM". Encyclopedia Iranica.
- Macuch, Maria (2009). "Pahlavi Literature".  In Emmerick, Ronald E.; Macuch, Maria (eds.). The Literature of Pre-Islamic Iran. I.B. Tauris. pp. 116–196.
- Müller, Max, ed. (1880). The Sacred Books Of East Vol 5 Of 50. Translated by West, E.M. Clarendon Press. pp. 153–187.
- Müller, Max, ed. (1892). The Sacred Books Of East Vol 37 Of 50. Translated by West, E.M. Clarendon Press.
- Müller, Max, ed. (1897). The Sacred Books Of East Vol 47 Of 50. Translated by West, E.M. Clarendon Press. pp. 133–170.
- Skjærvø, Prods Oktor (2011). "Zarathustra: A Revolutionary Monotheist?".  In Pongratz-Leisten, Beate (ed.). Reconsidering the Concept of Revolutionary Monotheism. Eisenbrauns. pp. 317–350.
- Raffaelli, Enrico G. (2017). "Astrology and Religion in the Zoroastrian Pahlavi Texts". Journal Asiatique. 305 (2): 171–190.
- Zaehner, R.C. (1938). "Zurvanica II". Bulletin of the School of Oriental Studies. 9 (3): 573–585. doi:10.1017/S0041977X00078381. JSTOR 608223.

## متن کتاب
- لینک متن کتاب گزیده‌های زادسپرم